# Herbert Swim
Herbert Swim est un rosiériste américain à l'origine de nombreuses variétés de cultivars de rosier, en particulier de roses dont la couleur se nuance au soleil et dont le feuillage est résistant à la chaleur.

## Biographie
Herbert C. Swim travaille surtout des croisements de rosiers du groupe hybride de thé et du groupe floribunda, dans la nouvelle ligne ouverte par le Dr Walter Lammerts avec les rosiers grandiflora. Entre 1941 et 1982, Herbert C. Swim et son équipe sont à l'origine de 115 obtentions et lui-même seul de 76 nouvelles patentes.
Selon Swim, les roses qui lui ont donné le plus de satisfaction dans ses objectifs créatifs sont 'Forty-niner'- croisement de 'Charlotte Armstrong' et 'Contrast', ou 'Aplaus' (qui fait gagner à Swim sa première médaille d'or aux jardins de Bagatelle) et encore 'Multnomah' (qu'il considère comme « une rose spectaculaire du Nord-Est américain »...).
À partir de 1954 et pendant une bonne décennie, Swim collabore avec O. L. Weeks de la maison Week's Wholesale Rose Grower, afin de produire une quantité de roses qui perdure sur le marché actuel. Leur première présentation fut la 'White Charm' en 1958. La plus fameuse est sans doute 'Mister Lincoln', rose rouge de grande taille et riche en fragrances, célèbre pendant toute la décennie 1960. Il collabore aussi avec le Dr David Armstrong de Armstrong Nurseries pour l'hybridation de nouvelles roses dans la seconde partie des années 1960, puis avec Arnold Ellis dans les années 1970 et avec le célèbre Jack Christensen au début des années 1980.
Grâce à sa collaboration avec Ellis, il obtient la remarquable rose 'Double Delight' (Swim & Ellis, 1977) bicolore de couleur carmin et de couleur crème qui est élue rose favorite du monde en 1985.

## Sélection de cultivars
Parmi les nombreuses variétés de grandiflora et d'obtentions d'Herbert C. Swim, l'on peut distinguer : 

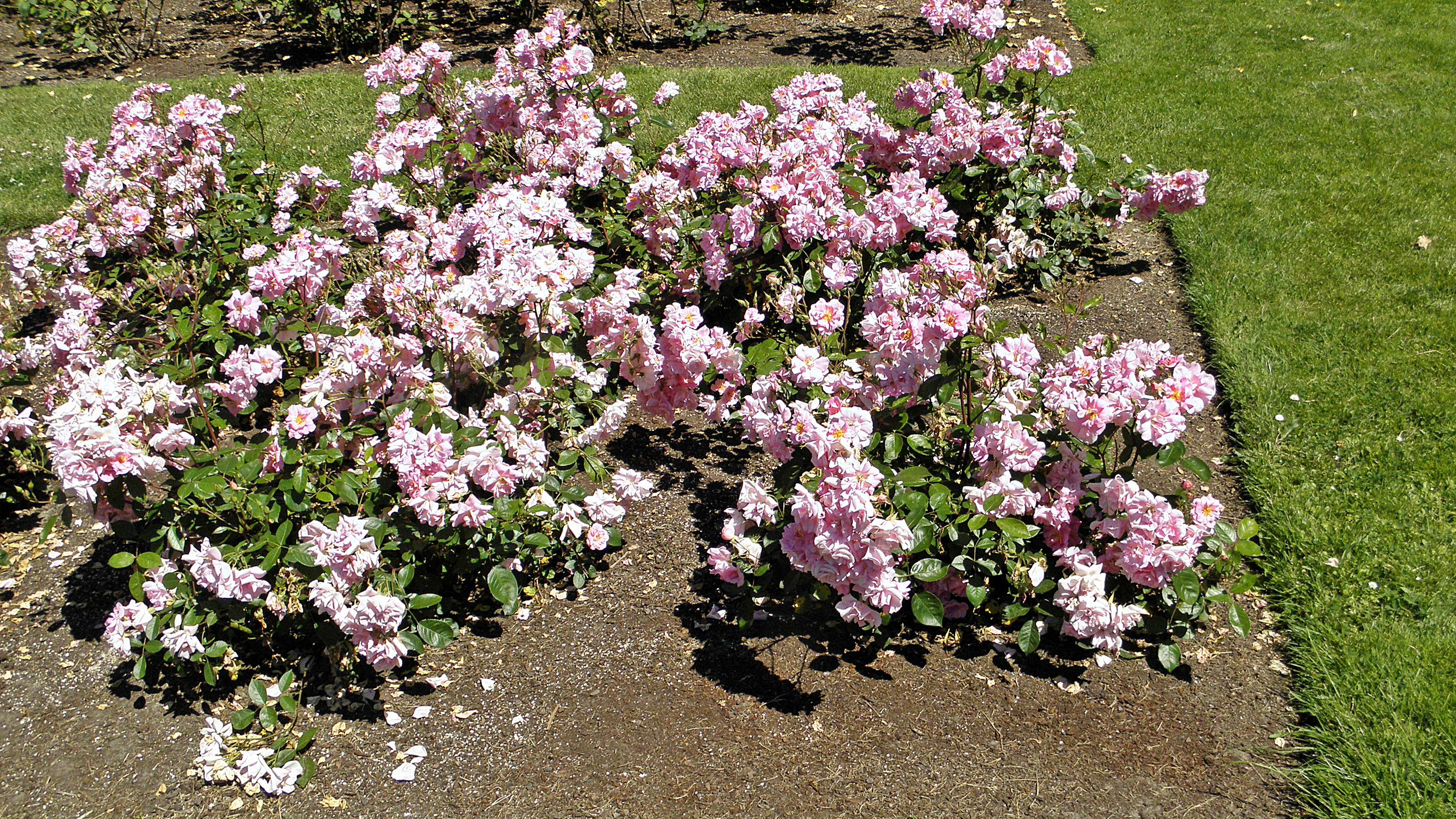
Floribunda 'Pinkie', Swim 1947, au Bush's Pasture Park Rose Garden, Salem (Oregon).
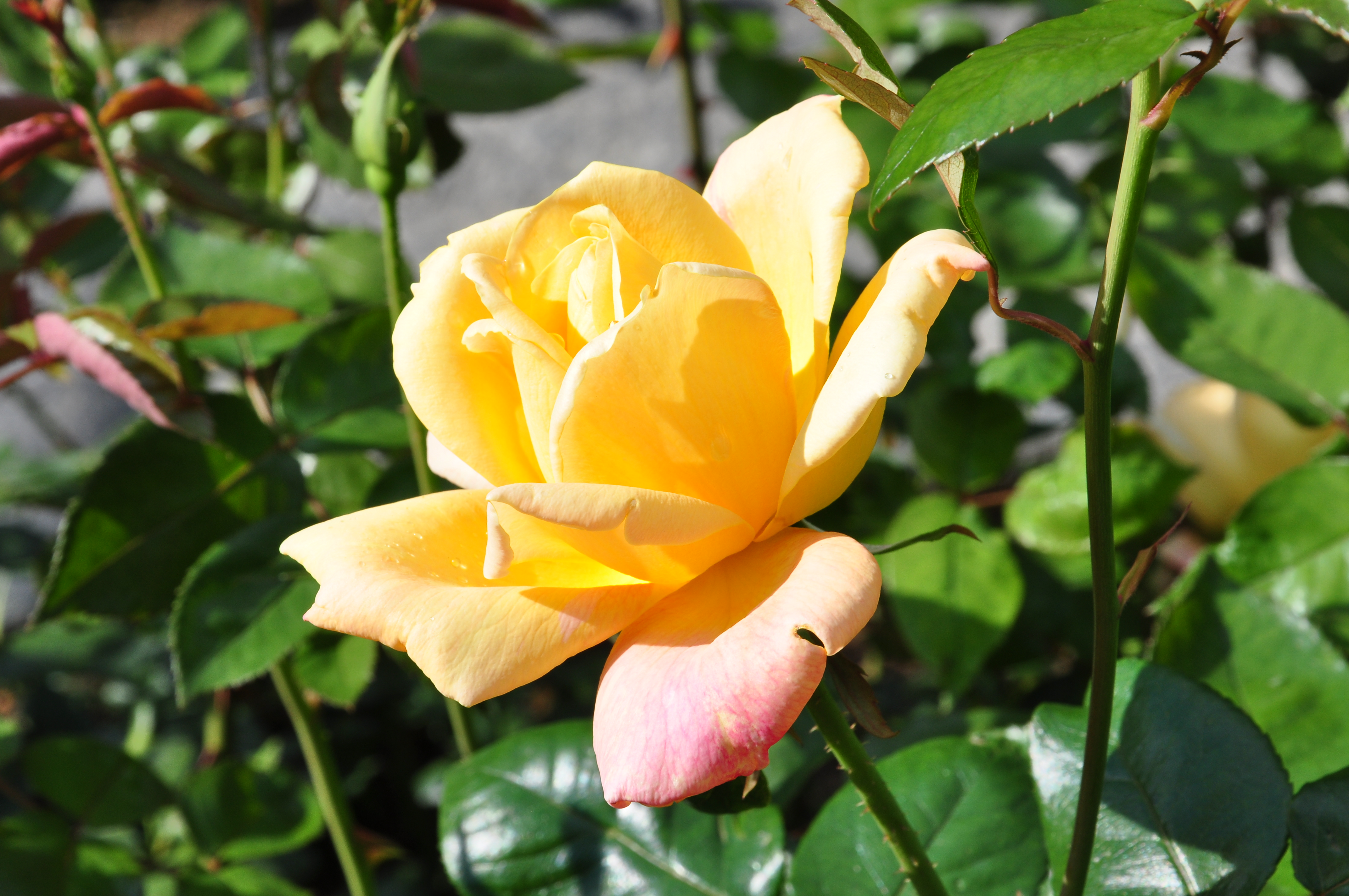
'Sutter's Gold' Swim 1950, au jardin Duftrosengarten de Rapperswil (Suisse).
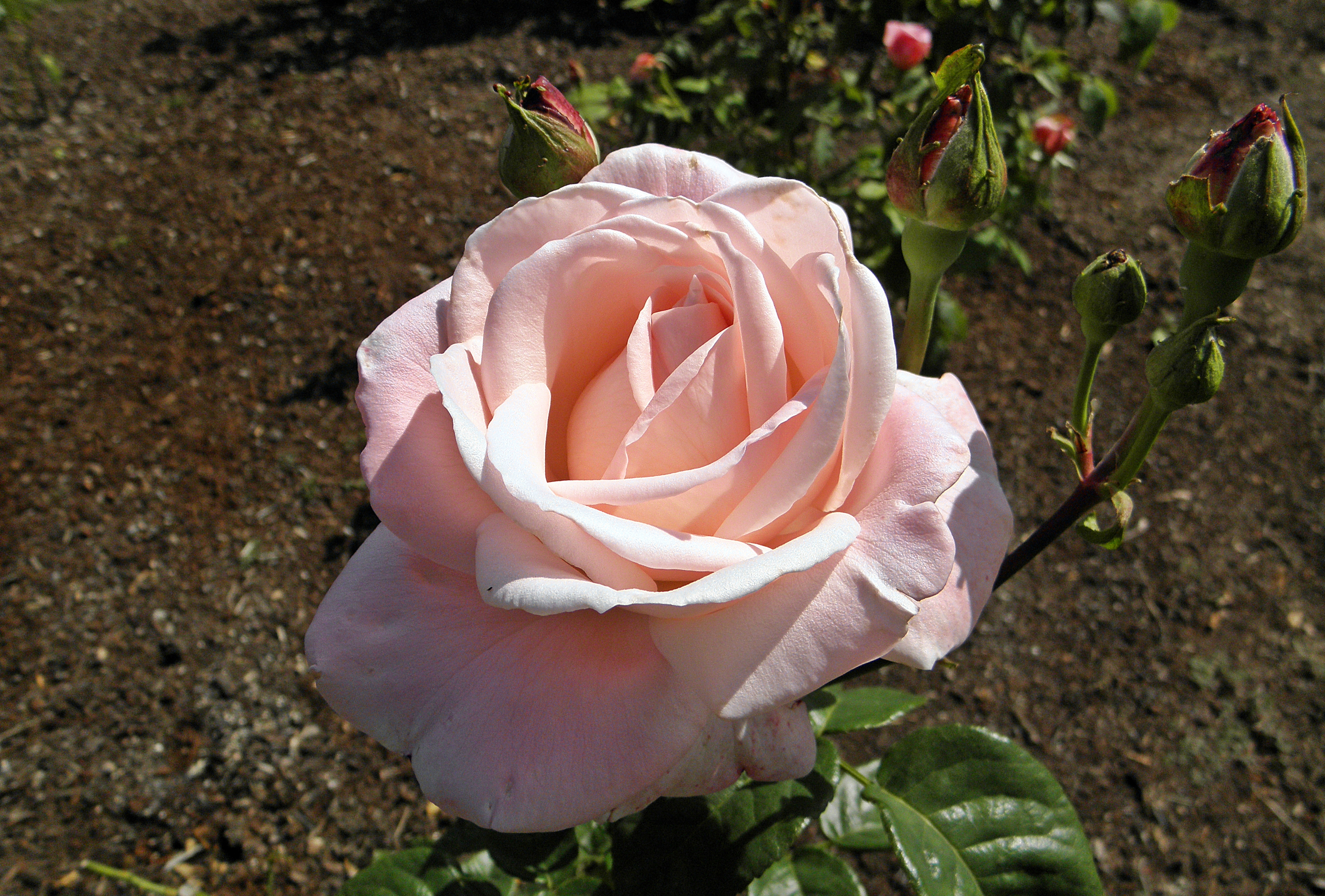
Hybride de thé 'First Love', Swim 1951, au Bush's Pasture Park Rose Garden, Salem (Oregon).
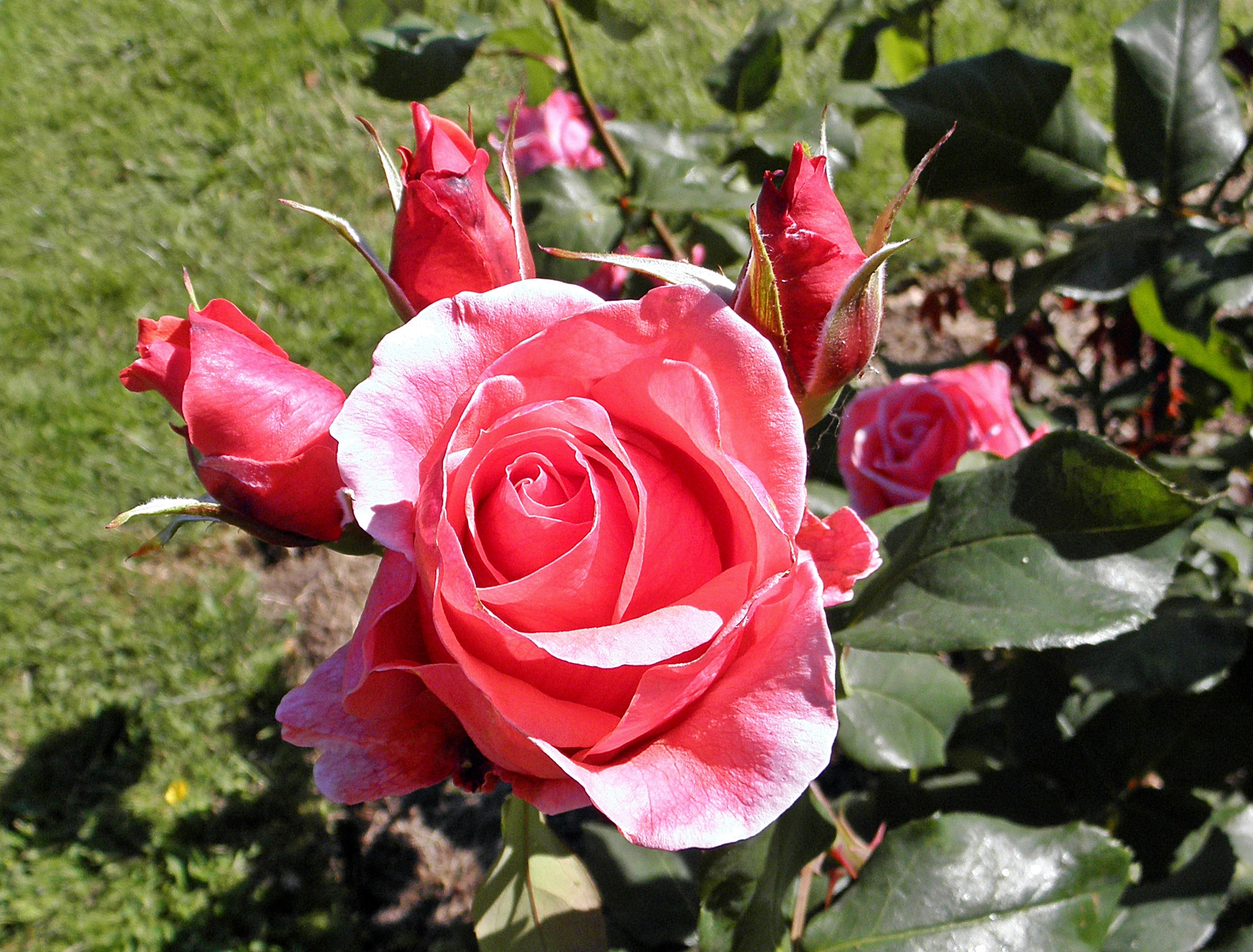
Grandiflora 'Montezuma', Swim 1955.
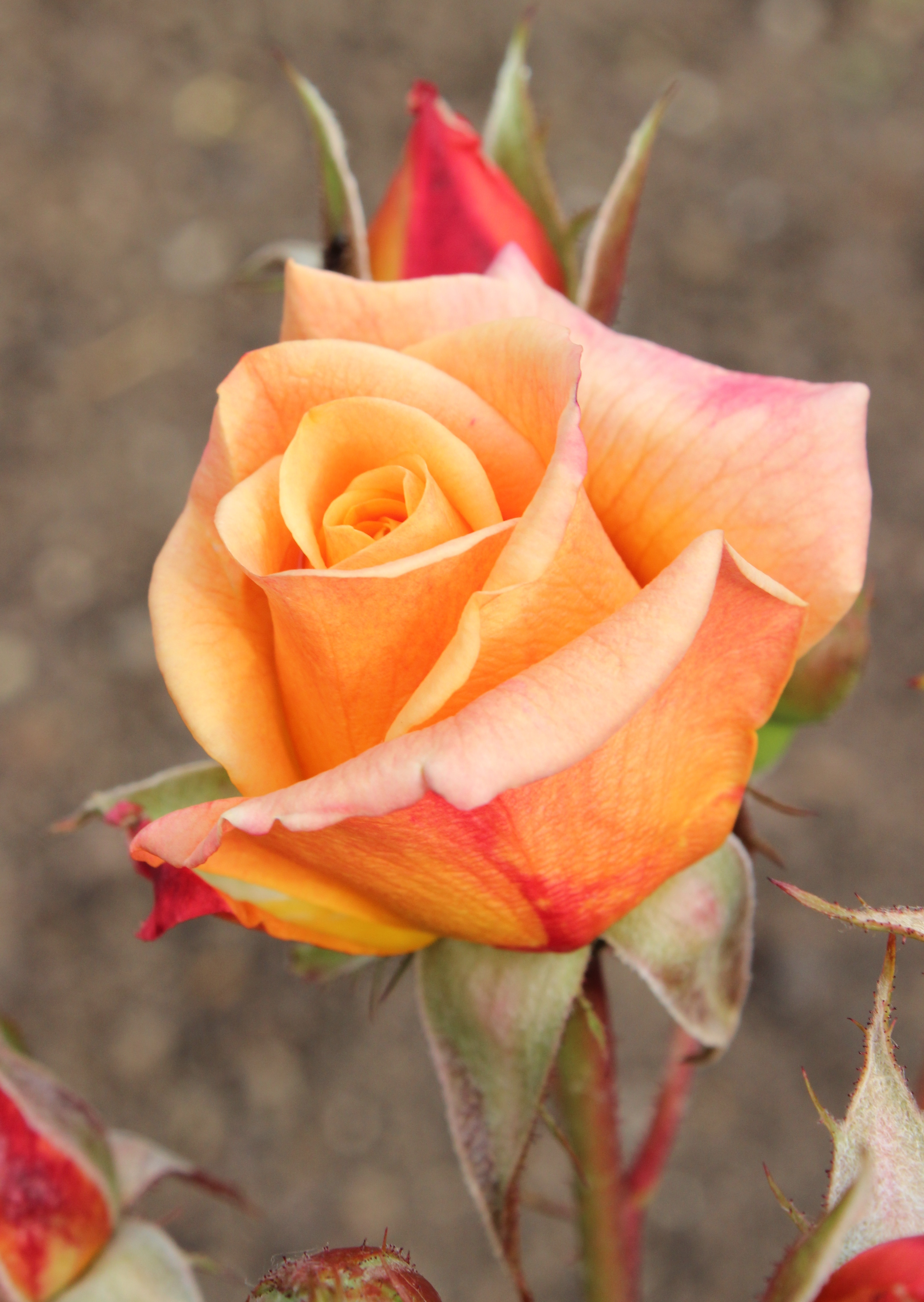
'Circus' Swim 1956, à la roseraie de Wettsteinpark à Vienne.
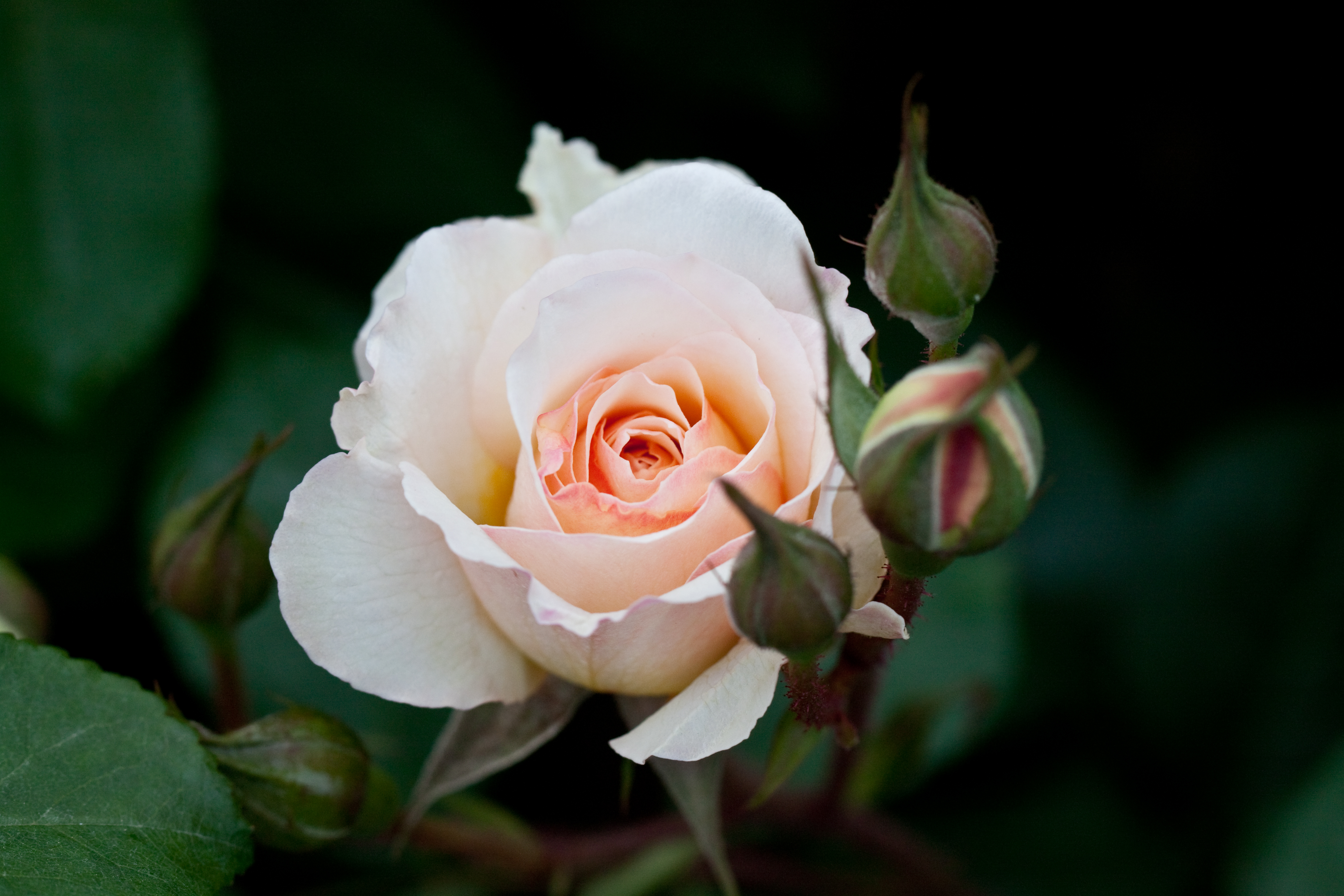
'Moonsprite', Swim 1956.
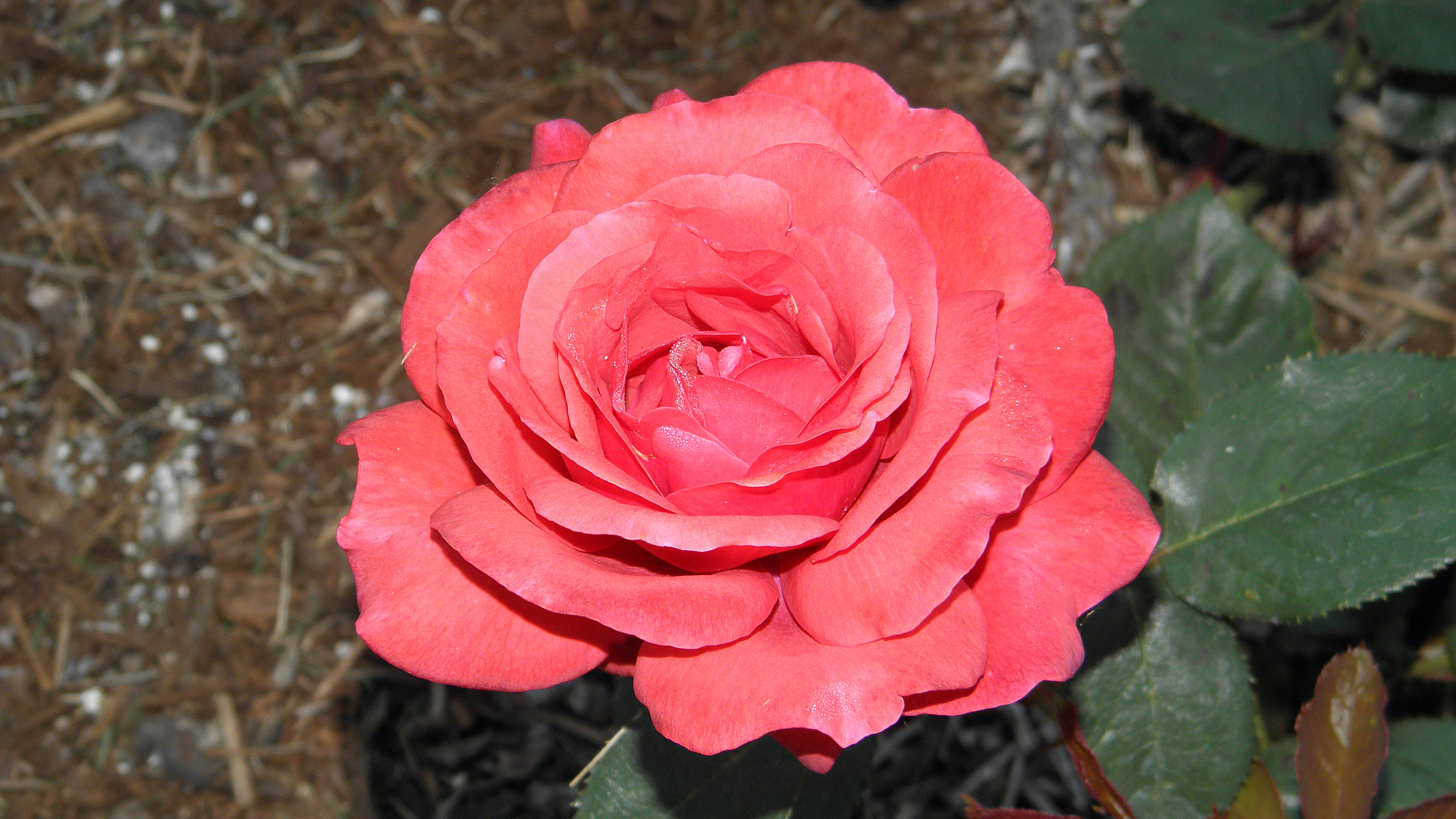
Floribunda 'Heat Wave', Swim 1958, au Bush's Pasture Park Rose Garden, Salem (Oregon).
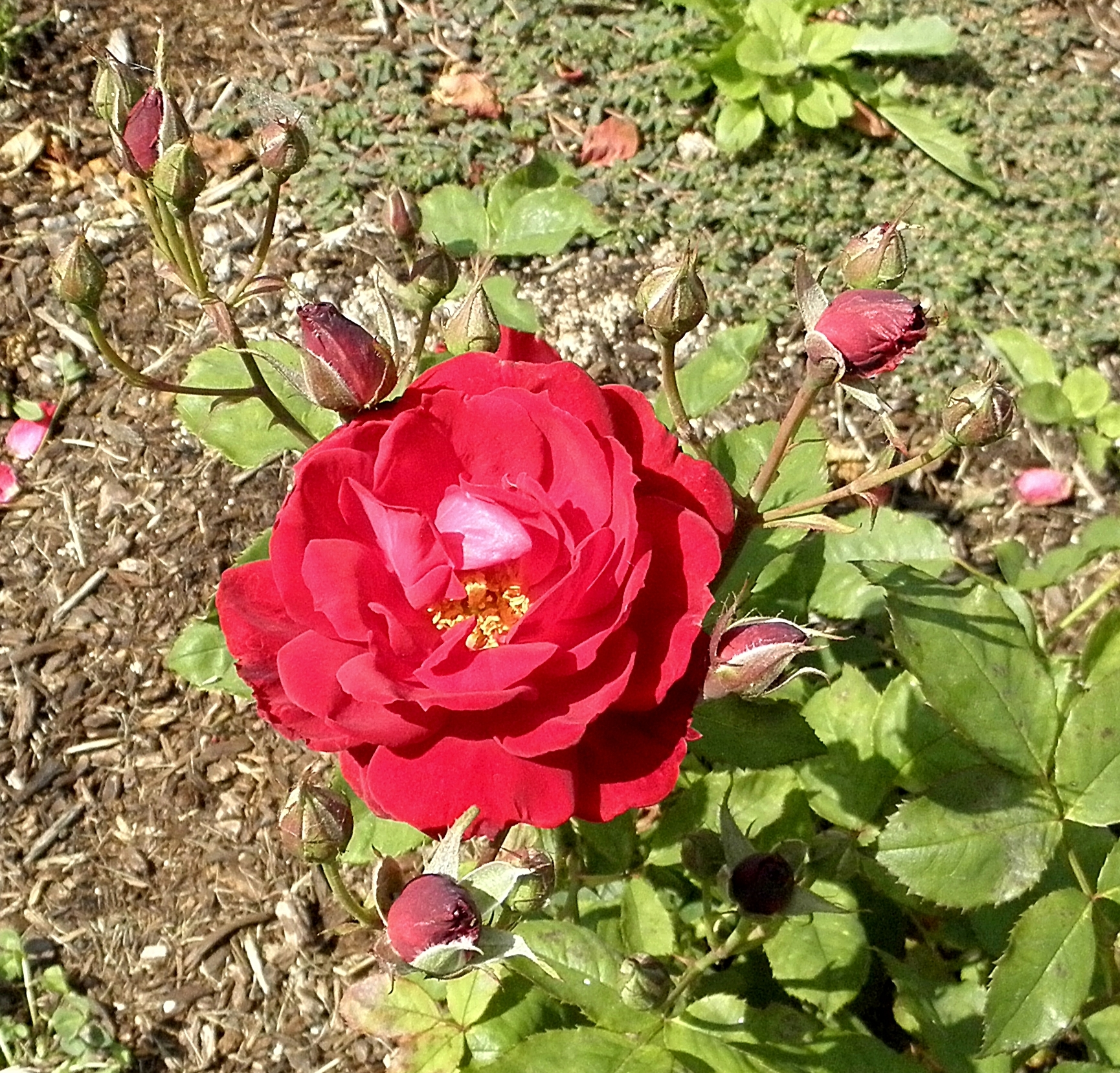
Floribunda 'Ruby Lips', Swim 1958.
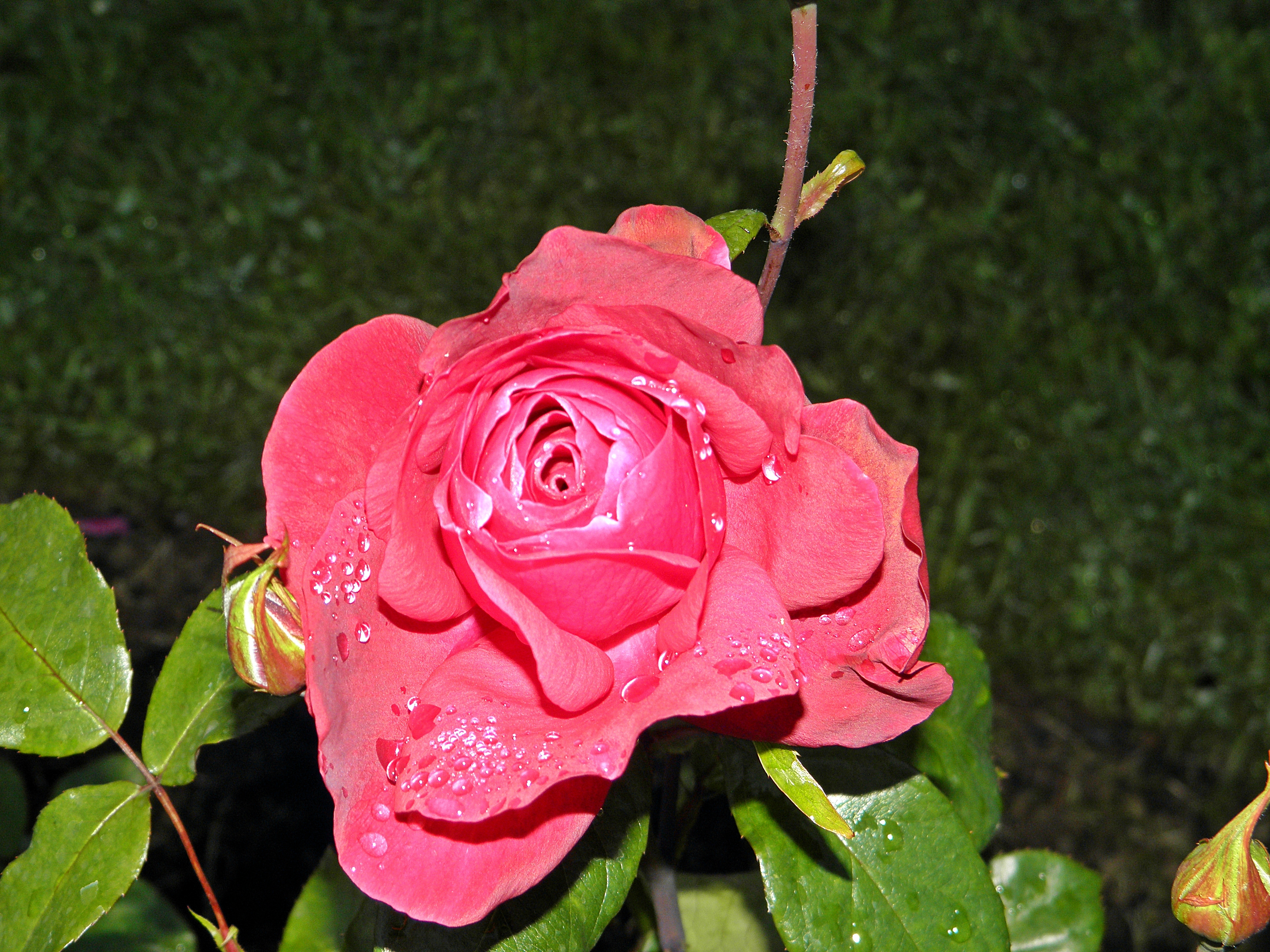
Grandiflora 'El Capitan', Swim 1959, au Bush's Pasture Park Rose Garden, Salem (Oregon).
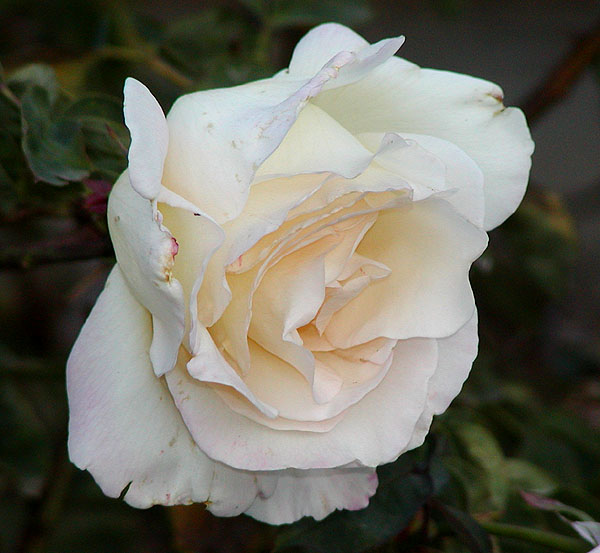
'Garden Party' Swim 1959, à la roseraie de San Jose Heritage Rose Garden.
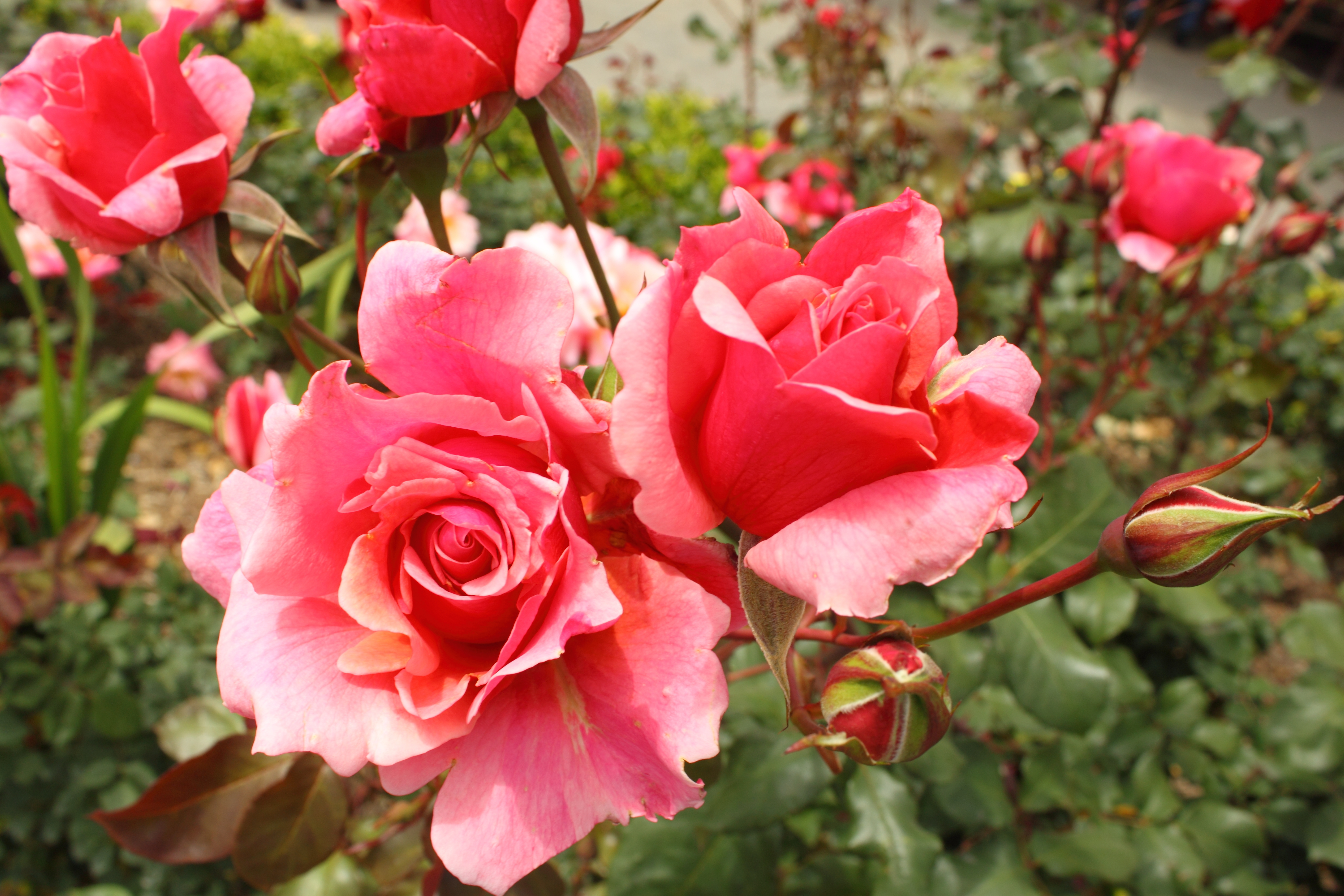
'Duet', Swim 1960.
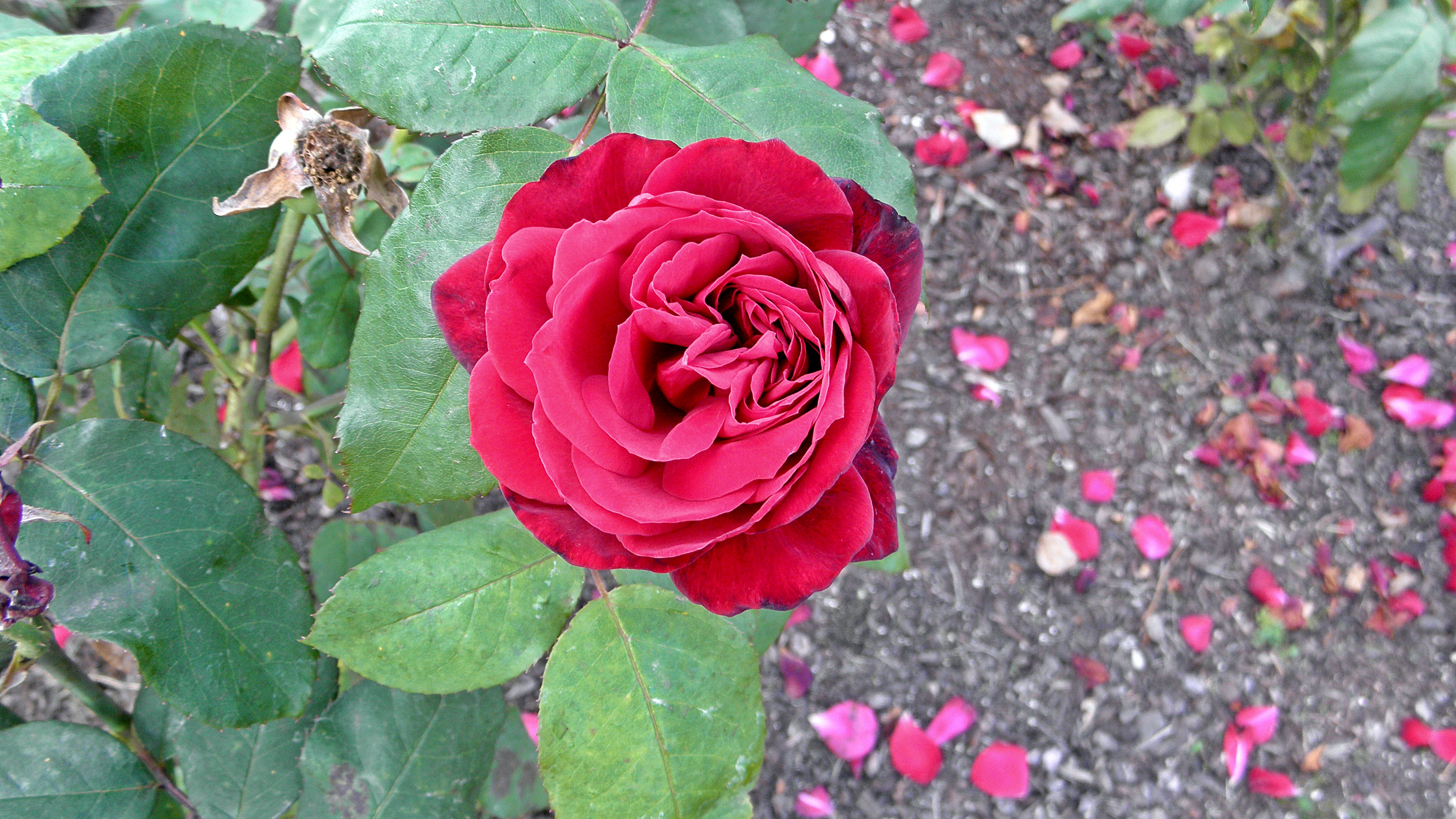
Grandiflora 'John S. Armstrong', Swim 1961.
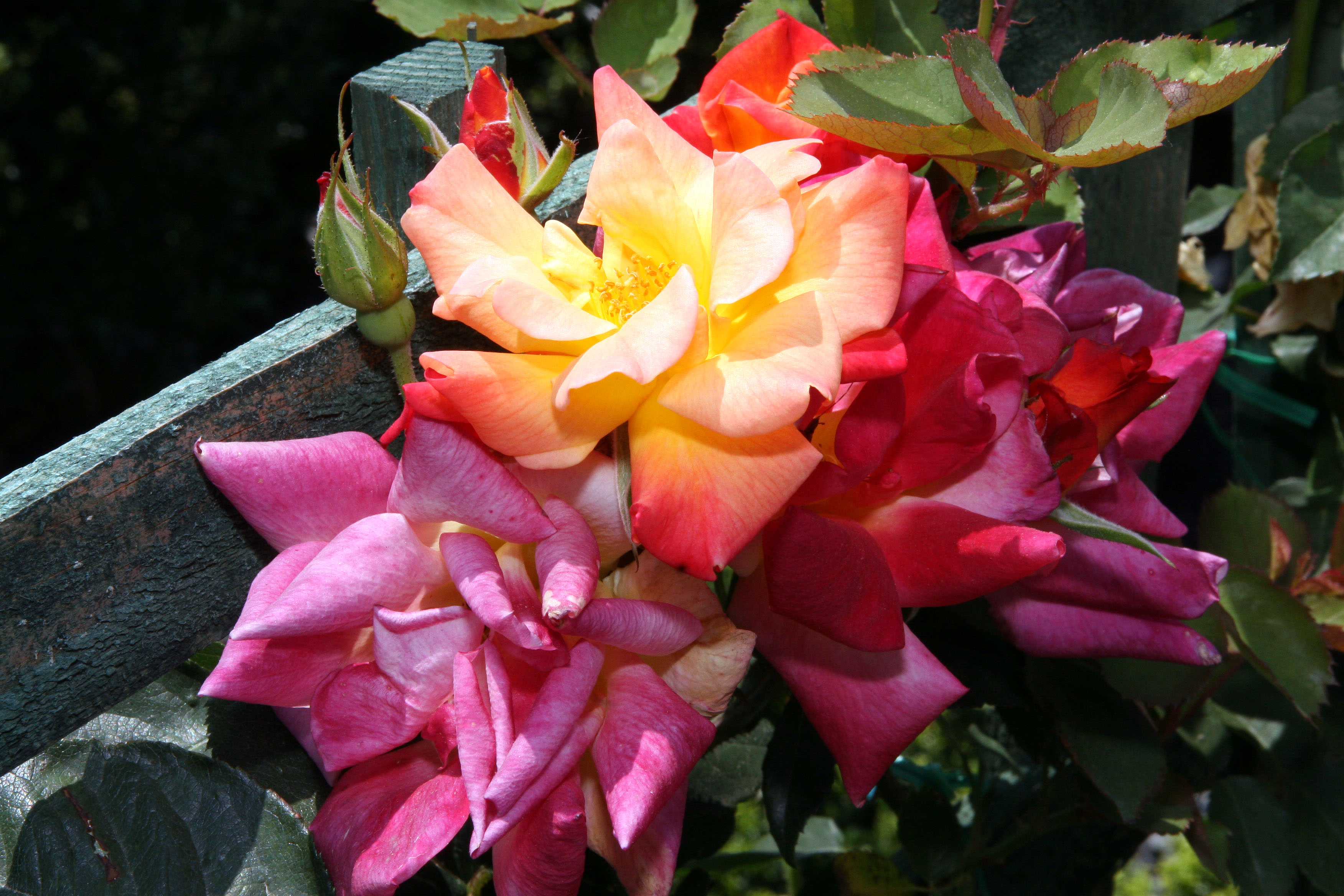
Floribunda 'Joseph's Coat', Swim & Armstrong 1964.
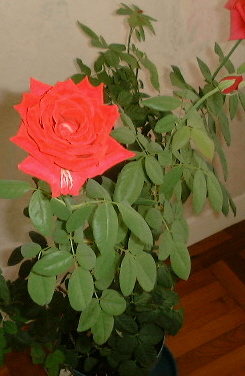
Hybride de thé 'Mister Lincoln', Swim & Weeks 1964.
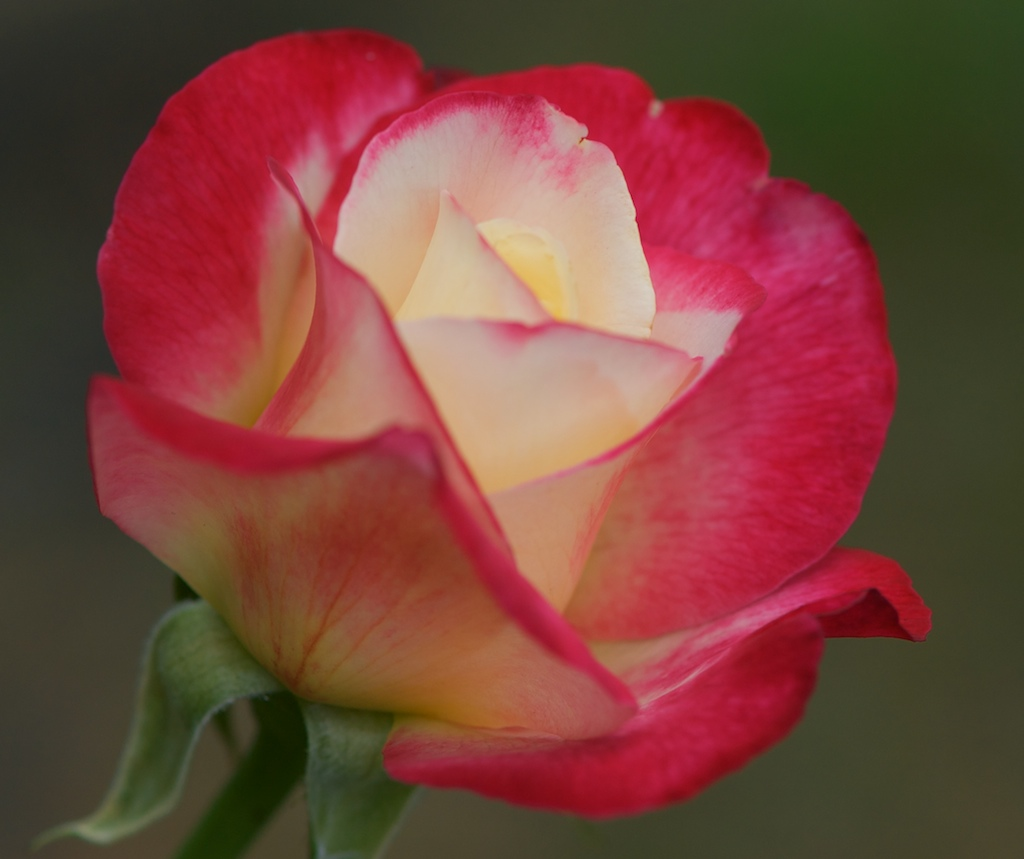
Rose 'Tudor' ou 'Double Delight', Swim & Ellis 1977.